# Sylar (banda)
Sylar es una banda estadounidense de Metalcore formada en Queens, Nueva York en 2011. Los miembros de la banda se formaron a partir de varias otras bandas de la escena post-hardcore de la ciudad de Nueva York, tomaron su nombre del villano de la serie Héroes, Sylar. La banda es parte del movimiento NYHC (New York hardcore)  y está formado por el vocalista Jayden Panesso, el guitarrista rítmico/vocalista limpio Miguel Cardona, el guitarrista principal Dustin Jennings, el bajista Travis Hufton y el baterista Cody Ash.

## Historia
Sylar se formó en Queens, Nueva York, en 2011, con Jayden Panesso y Thomas Veroutis después de que los dos futuros miembros de la banda se conectaran en las redes sociales. La banda se ah descrito como los creadores de un sonido como si usaran al estudio "como un instrumento extra... muy producido y procesado, con ediciones angulares y guitarras muy controladas que crean un sonido casi mecánico". Poco después de su formación, lanzaron su primer EP, Cutting The Ties, en 2011. La banda firmó con Razor & Tie en 2013. Su sonido de producción está fuertemente inspirado en Caleb Shomo de Beartooth y Attack Attack!, quienes ayudaron a producir su segundo EP, Deadbeat, en 2013, y su álbum debut, To Whom It May Concern, en 2014. En 2016, la banda lanzó su segundo álbum de estudio, Help!, con Hopeless Records, al que siguió el lanzamiento de tres sencillos "Assume", "Dark Daze" y "Soul Addiction". Su tercer álbum, Seasons, fue lanzado el 5 de octubre de 2018. El 11 de abril de 2021, el vocalista principal de la banda Jayden Panesso anunció en su cuenta de Twitter que se estaba trabajando en nueva música de Sylar después de una pausa prolongada.

## Estilo musical e influencias
En una entrevista con Dead Press, los miembros de la banda citaron Sempiternal de Bring Me the Horizon, el álbum homónimo de Deftones, Iowa de Slipknot, The Curse de Atreyu y Open Up and Say... Ahh! de Poison. Como sus mayores influencias musicales. Han sido catalogados como Nu metalcore, Metalcore,  y Nu-metal.

## Miembros de la banda
Actuales:
- Jayden Panesso - Vocalista principal (2011-presente) 
- Miguel Cardona - Voces limpias, guitarra rítmica (2012-presente) 
- Dustin Jennings - Guitarrista principal (2012-presente) 
- Travis Hufton - Bajista (2012-presente) 
- Cody Ash - Baterista, percusionista (2017-presente; giras 2016) 
Anteriores:
- Jay Hu - Guitarrista principal (2011) 
- Stephen "Steve" Dillaro - Bajista (2011-2012), Guitarrista rítmico (2012) 
- Evan Buksbaum - Guitarrista principal (2011-2012) 
- Michael "Mike" Seghposs - Guitarrista rítmico (2011-2012) 
- Thomas Veroutis - Baterista, percusionista (2011-2017) 

## Discografía
Álbumes de estudio:
- To Whom It May Concern (2014)
- Help! (2016)
- Seasons (2018)

EP's:
- Cutting the Ties (2011)
- Deadbeat (2013)

Sencillos:
- "Golden Retreat" (2013)
- "Mirrors" (2014)
- "Assume" (2016)
- "Dark Daze" (2016)
- "Soul Addiction" (2017)
- "All or Nothing" (2018)